# Chorizanthe frankenioides
Chorizanthe frankenioides là một loài thực vật có hoa trong họ Rau răm. Loài này được J.Rémy mô tả khoa học đầu tiên năm 1851.